# Lepanthes ophelma
Lepanthes ophelma es una especie de orquídea epífita originaria de Colombia.

## Descripción
Es una orquídea de tamaño diminuto, epífita que prefiere el clima fresco. Tiene un esbelto y erguido tallo envuelto por 6 a 7 vainas y con una sola hoja apical, estrechamente elíptica, aguda, que se reduce por debajo de la hoja en una base peciolada. Florece en una inflorescencia terminal de 4 cm de largo, con sucesivamente, varias flores. La floración se produce en el verano.

## Distribución y hábitat
Se encuentra en el Colombia, en alturas de 2400 metros.

## Taxonomía
Lepanthes ophelma fue descrita por Luer & R.Escobar y publicado en American Orchid Society Bulletin 54(6): 732–734. 1985.
Etimología
Ver: Lepanthes